# La Putain
Pour plus de détails, voir Fiche technique et Distribution.
La Putain (Whore) est un film américano-britannique réalisé par Ken Russell, sorti en 1991.

## Synopsis
Liz, prostituée de son état, cherche à échapper à son proxénète, Blake, qui ne le voit pas de cet œil.

## Fiche technique
- Titre français : La Putain
- Titre original : Whore
- Titre original alternatif : If You're Afraid to Say It... Just See It
- Réalisation : Ken Russell
- Scénario : Ken Russell & Deborah Dalton, d'après la pièce de David Hines
- Musique : Michael Gibbs
- Photographie : Amir Mokri
- Montage : Brian Tagg
- Production : Dan Ireland & Ronaldo Vasconcellos
- Sociétés de production : Cheap Date & Trimark Pictures
- Société de distribution : Trimark Pictures
- Pays :  États-Unis
- Langue : Anglais
- Format : Couleur - Dolby - 35 mm - 1.85:1
- Genre : Drame
- Durée : 82 min
- Classification : 
  -  Canada : R
  -  États-Unis : NC-17

## Distribution
- Theresa Russell (VF : Perrette Pradier) : Liz
- Benjamin Mouton (VF : Guy Chapellier) : Blake
- Antonio Fargas (VF : Albert Augier) : Rasta
- Sanjay Chandani (VF : Vincent Violette) : L'indien
- Elizabeth Morehead : Katie
- Jason Saucier : Bill
- Frank Smith : Charlie
- Bob Prupas : Le serveur du restaurant
- Danny Trejo : Le tatoueur
- Jack Nance : L'homme qui vient en aide à Liz